# Islandska polarna lisica
Islandska polarna lisica (lat. Vulpes lagopus fuliginosus, sin. Alopex lagopus fuliginosus), jedini autohtoni sisavac na Islandu gdje živi još od ledenog doba, pa je vrlo dobro prilagođena je surovoj klimi. Kako na Islandu nema leminga (Lemmus sp.), koji je glavna hrana za polarnu lisicu, islandska polarna lisica se hrani pticama i njihovim jajima, strvinama, bobicama i beskralježnjacima.
Većina ovih životinja na Islandu živi uz zapadne fjordove gdje nalazi hranu tijekom cijele godine, a u vrijeme izobilja pravi sebi i tajna skladišta za zimu.
Na Islandu polarna lisica nije zaštićena i ubijaju je zbog zaštite janjadi, a jedno mjesto mjesto gdje je zaštićena je rezervat prirode Hornstrandir